# Brian Eaton
Brian Alexander Eaton (1916-1992) là tướng lĩnh của lực lượng Không quân Hoàng gia Úc (RAAF), hàm Phó thống chế Không quân (Air Vice Marshal, tương đương Thiếu tướng).

## Giai đoạn đầu binh nghiệp
Sinh ngày 15 tháng 12 năm 1916 ra ở Tasmania và lớn lên tại tiểu bang Victoria, ông tham gia RAAF vào năm 1936 và được thăng Trung úy trước Thế chiến thứ hai.

### Giai đoạn đầu Thế chiến

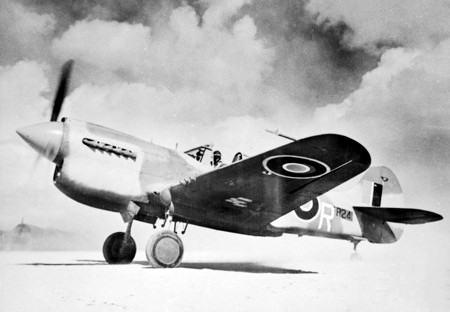
P-40 Kittyhawk của Phi đội 3 RAAF tham gia chiến dịch Bắc Phi

### Tư lệnh Không đoàn

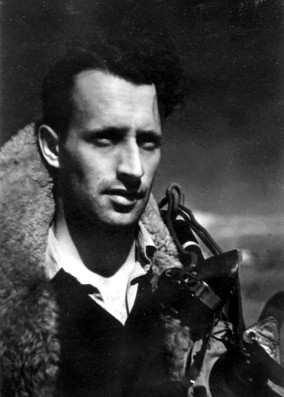
Squadron Leader Eaton as Commanding Officer of No. 3 Squadron, Tunisia, May 1943

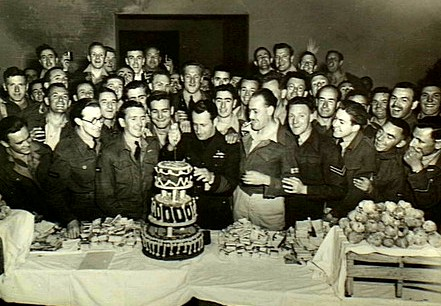
Acting Group Captain Eaton (centre, cutting cake) and personnel of No. 239 Wing, at the formation's third anniversary celebration in Fano, Italy, 28 April 1945

## Thăng tiến

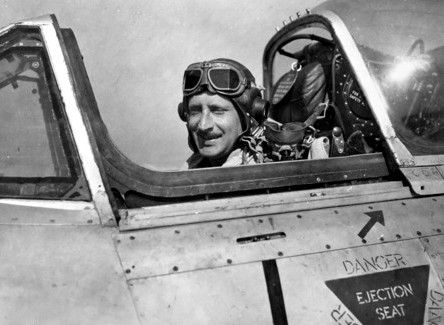
Wing Commander Eaton in a No. 77 Squadron Meteor during a visit to Korea, October 1951

Năm 1946, ông nhận huân chương Ngôi sao bạc từ quân đội Hoa Kỳ. 

## Tư lệnh dày dặn và nghỉ hưu

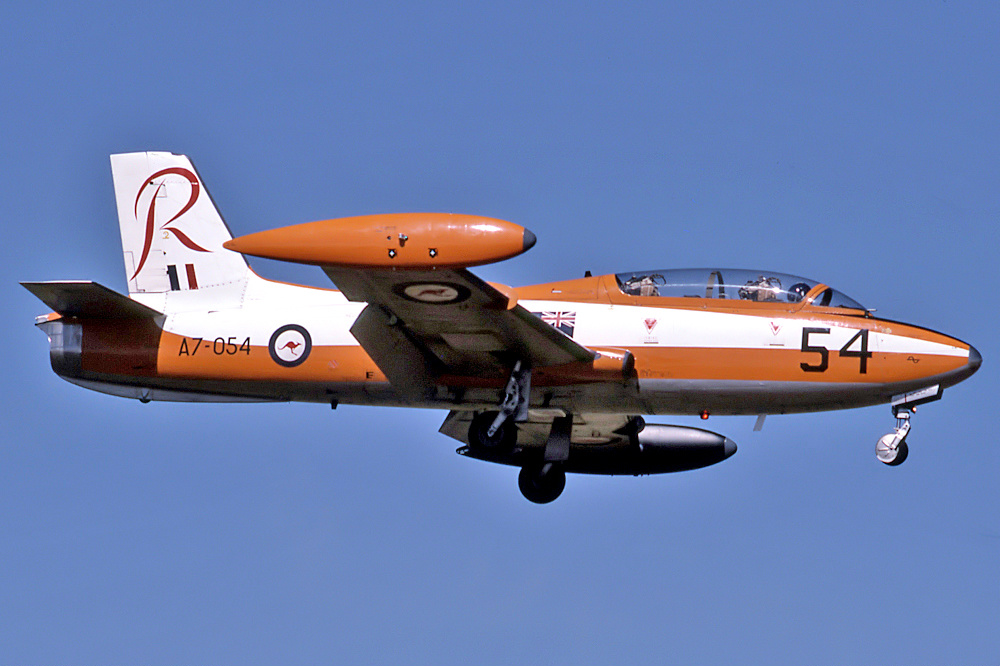
Macchi MB-326, selected as the RAAF's jet trainer in the mid-1960s by an acquisition team led by Air Commodore Eaton

Tháng 12 năm 1973, ông nghỉ hưu và trở thành một giám đốc điều hành Rolls-Royce tại Canberra.
Ông qua đời ngày 17 tháng 10 năm 1992.

### Sách
- Coulthard-Clark, Chris (1995). Air Marshals of the RAAF 1935–1995. Canberra: Department of Defence (Air Force Office).
- Coulthard-Clark, Chris (1991). The Third Brother. North Sydney: Allen & Unwin. ISBN 0-04-442307-1.
- Coulthard-Clark, Chris (1995). The RAAF in Vietnam: Australian Air Involvement in the Vietnam War 1962–1975. St Leonards, New South Wales: Allen & Unwin in association with the Australian War Memorial. ISBN 1-86373-305-1.
- Draper, W.J. (ed.) (1983). Who's Who in Australia 1983. Melbourne: The Herald and Weekly Times. {{Chú thích sách}}: |first= có tên chung (trợ giúp)
- Herington, John (1963). Australia in the War of 1939–1945: Series Three (Air) Volume IV – Air Power Over Europe 1944–1945. Canberra: Australian War Memorial. OCLC 3633419. Bản gốc lưu trữ ngày 14 tháng 3 năm 2011. Truy cập ngày 22 tháng 11 năm 2012.
- Herington, John (1954). Australia in the War of 1939–1945: Series Three (Air) Volume III – Air War Against Germany and Italy 1939–1943. Canberra: Australian War Memorial. OCLC 3633363. Bản gốc lưu trữ ngày 4 tháng 4 năm 2012. Truy cập ngày 22 tháng 11 năm 2012.
- Newton, Dennis (1996). Clash of Eagles. Kenthurst, New South Wales: Kangaroo Press. ISBN 0-86417-793-3.
- RAAF Historical Section (1995). Units of the Royal Australian Air Force: A Concise History. Volume 1: Introduction, Bases, Supporting Organisations. Canberra: Australian Government Publishing Service. ISBN 0-644-42792-2.
- RAAF Historical Section (1995). Units of the Royal Australian Air Force: A Concise History. Volume 2: Fighter Units. Canberra: Australian Government Publishing Service. ISBN 0-644-42794-9.
- Schubert, David (ngày 20 tháng 10 năm 1994). John Mordike (biên tập). RAAF personalties in the European and North African Campaigns during World War II. The RAAF in Europe and North Africa 1939–1945: The Proceedings of the l994 RAAF History Conference. Canberra, Lãnh thổ Thủ đô Úc: RAAF Air Power Studies Centre. ISBN 0-642-22475-7.
- Scutts, Jerry (1995). Mustang Aces of the Ninth & Fifteenth Air Forces & the RAF. Oxford: Osprey. ISBN 1-85532-583-7.
- Stephens, Alan (1995). Going Solo: The Royal Australian Air Force 1946–1971. Canberra: Australian Government Publishing Service. ISBN 0-644-42803-1.
- Stephens, Alan (1992). Power Plus Attitude: Ideas, Strategy and Doctrine in the Royal Australian Air Force 1921–1991. Canberra: Australian Government Publishing Service. ISBN 0-644-24388-0.
- Stephens, Alan (2006) [2001]. The Royal Australian Air Force: A History. London: Oxford University Press. ISBN 0-19-555541-4.
- Wilson, David (2005). The Brotherhood of Airmen. Crows Nest, New South Wales: Allen & Unwin. ISBN 1-74114-333-0.